# 인피니티 G
인피니티 G(Infiniti G)는 닛산 자동차의 고급 브랜드인 인피니티에서 판매된 중형 승용차이다. 2014년부터 인피니티의 새 작명법에 따라 차명이 Q40(세단)와 Q60(쿠페, 컨버터블)로 변경되었다.

## 1세대(P10)

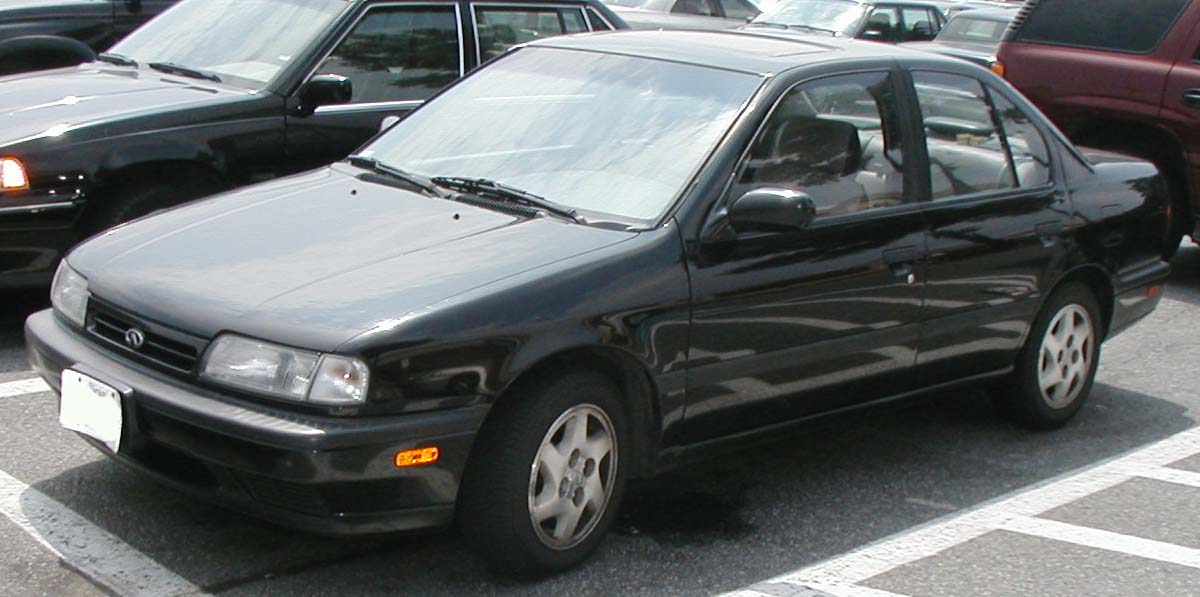
인피니티 G(전기형) 정측면

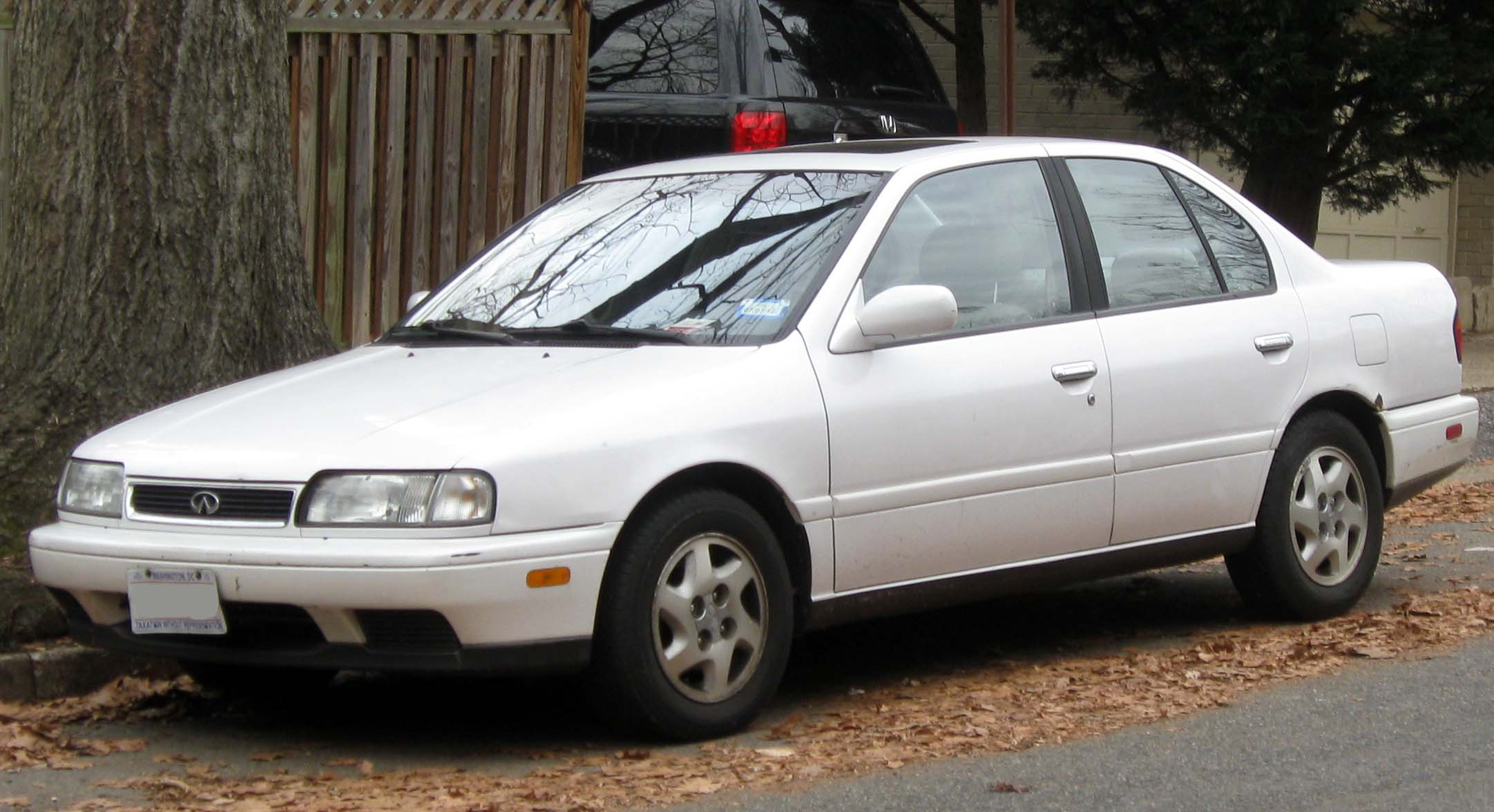
인피니티 G(후기형) 정측면

1990년에 판매가 시작되었다. 닛산 프리메라(P10)의 인피니티판으로, 고급차 브랜드인 인피니티의 가장 저렴한 차종이었다. 파워 윈도우, 풀 오토 에어컨, ABS, BOSE 스테레오 시스템, 도난 방지 시스템, 바닥 매트 등이 기본 적용되어 일본과 유럽에서 판매되던 프리메라보다 편의 사양을 충실히 갖추었다. 1994년부터 블랙 버킷 가죽 1열 시트와 분할식 2열 시트, 안개등이 적용된 투어링 트림인 G20t가 추가되었다. 1993년에는 페이스 리프트 외에도 듀얼 에어백이 적용되고, 1열 전동식 가죽 시트의 기본 적용과 카세트 플레이어가 CD 플레이어로 대체되는 변경이 이루어졌다. 1996년에 단종되었다. 일본에서는 닛산 프리메라 1세대(P10)으로도 판매되었다.
이후 1996년에 후속 모델이자 닛산 세피로 A32의 벳지 엔지니어링을 한 L30에게 자리를 물려주고 단종되었다.

## 2세대(P11)

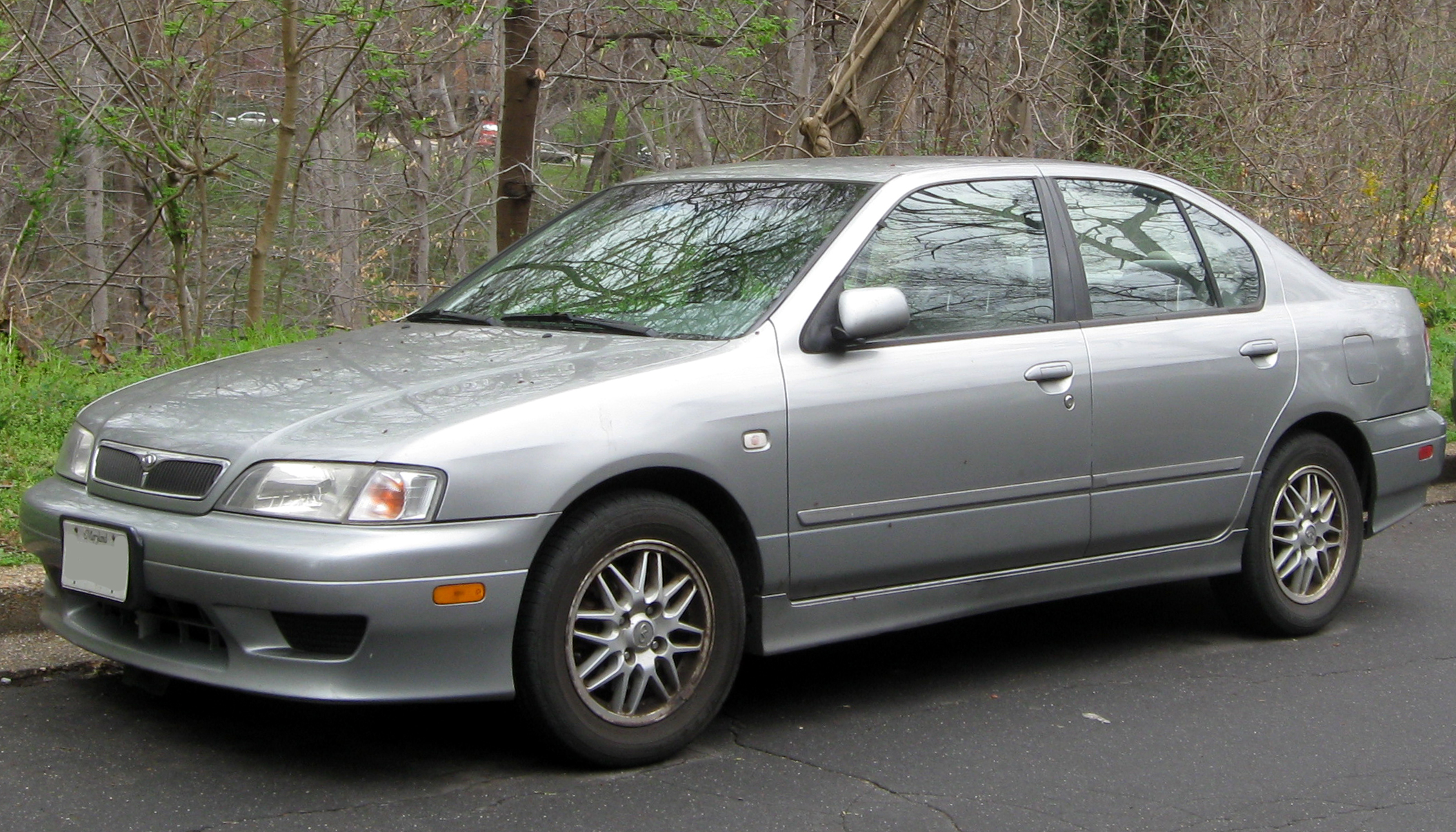
인피니티 G 정측면

이후 1998년에 L30가 단종되면서 G 브랜드로 부활했다. 1998년에 판매가 시작되었다. 닛산 프리메라(P11)의 인피니티판이다. 프리메라(P11)가 2001년에 풀 모델 체인지를 거친 것과 달리, 2002년에 스카이라인(V35/CV35) 기반의 3세대 G가 출시될 때까지 계속 판매되었다. 1세대 G와 같은 I4 2.0L SR20DE 가솔린 엔진이 장착되었다.

## 3세대(V35/CV35)

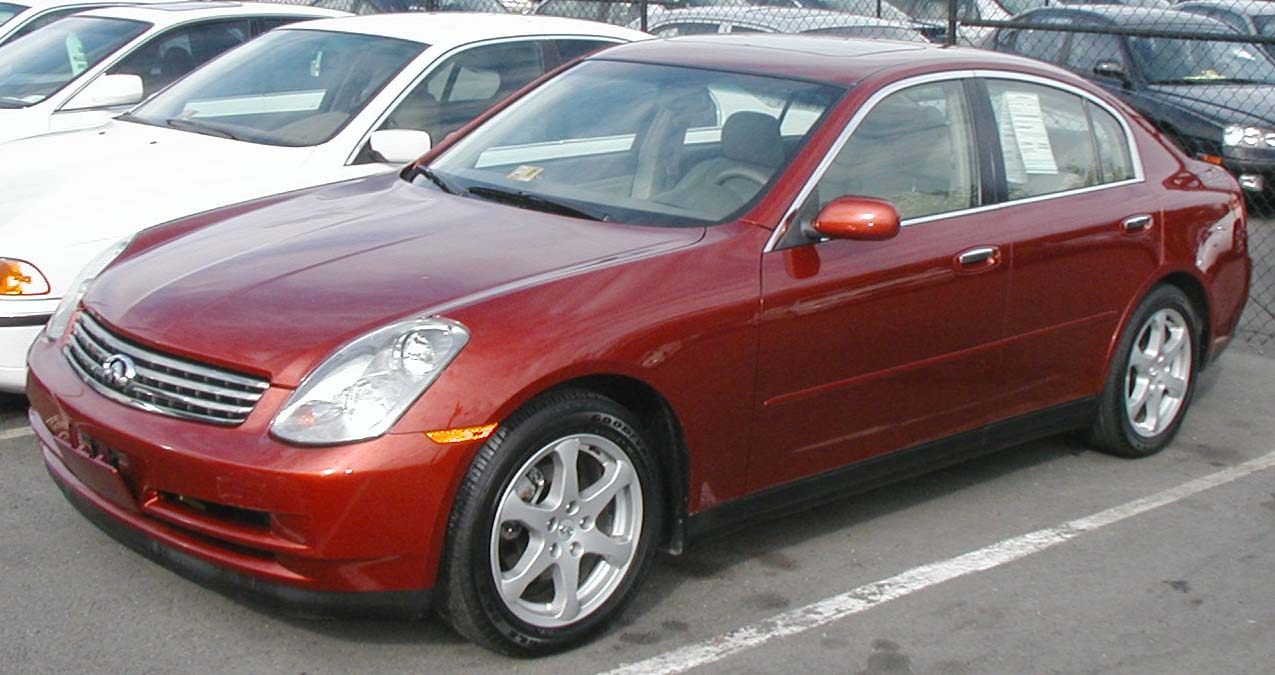
인피니티 G(세단 전기형) 정측면

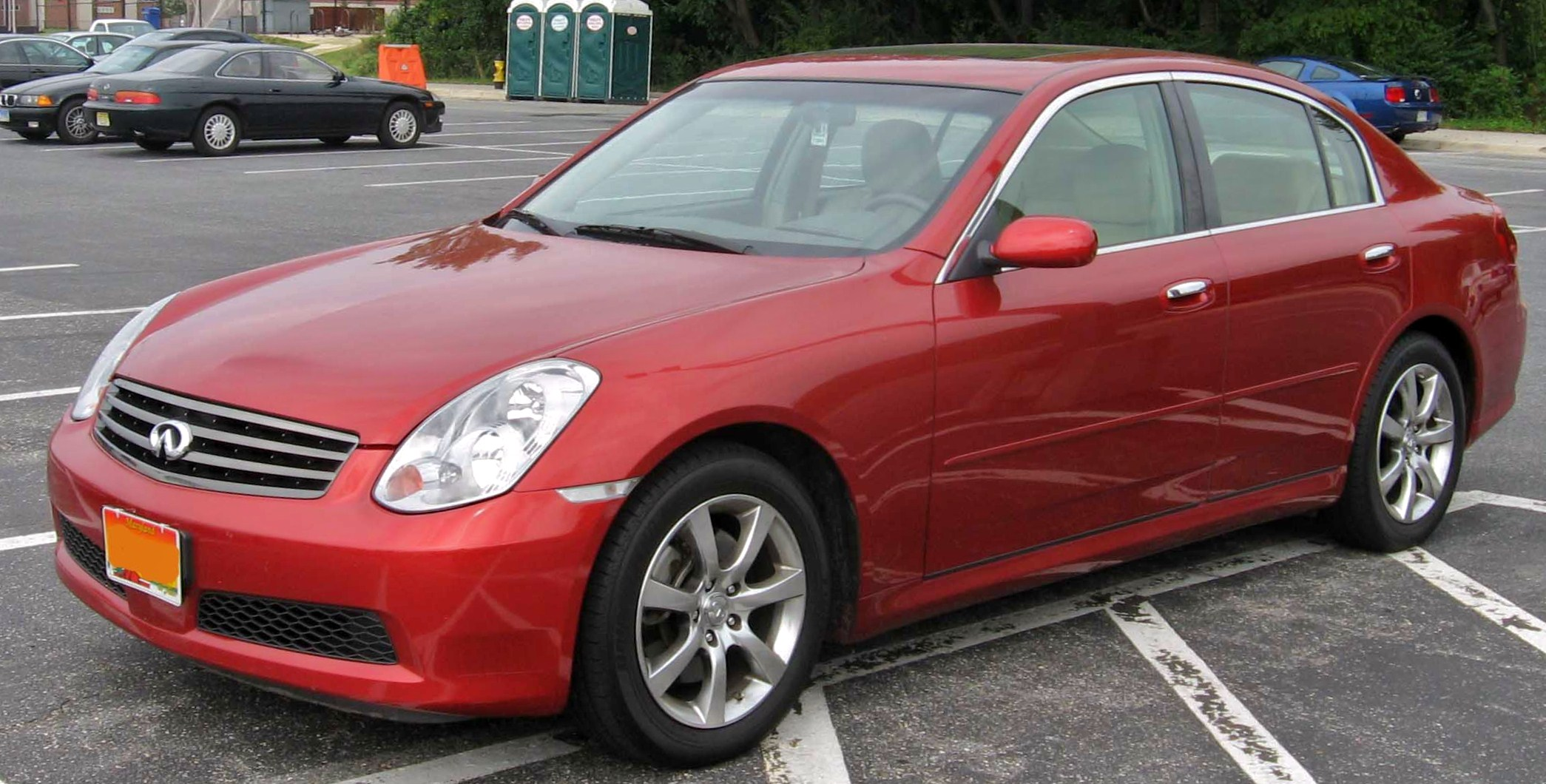
인피니티 G(세단 후기형) 후측면

2002년에 세단이 먼저 판매가 시작되었고, 몇 달 후에 쿠페의 판매가 시작되었다. 기존의 G가 프리메라를 기반으로 한 것과 달리, 3세대 G는 스카이라인(V35/CV35)과 동일 차종이다. 이에 따라 차체가 대형화됨과 동시에 후륜구동으로 바뀌었고, V6 3.5L VQ35DE 가솔린 엔진이 장착되어 세부 명칭이 G35가 된 것과 동시에 성능 역시 향상되었다. 2003년에 모터 트렌드가 선정한 올해의 차로 뽑혔으며, 2003년과 2004년의 카 앤 드라이버 잡지에서 10 베스트 카로 선정되는 등 호평을 받았다. 쿠페는 북아메리카에서는 닛산 페어레이디 Z(Z33)가 2인승으로 바뀌었기 때문에 4인승을 원하는 고객층을 위하는 것으로 자리매김하였다. 4륜구동의 G35x도 있었다. 세단은 2006년에 단종되었고, 쿠페는 2007년에 4세대 G 쿠페가 출시됨과 동시에 단종되었다. 2005년부터 대한민국에 인피니티가 런칭함에 따라 공식 수입되기 시작하였다.

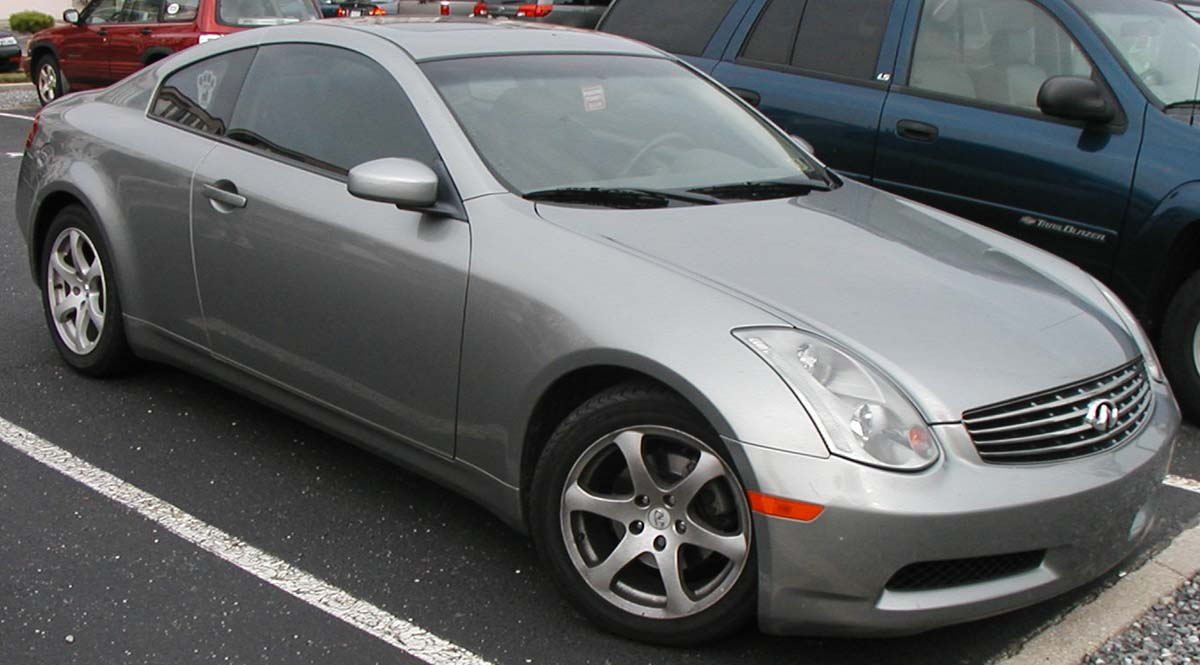
인피니티 G(쿠페 전기형) 정측면
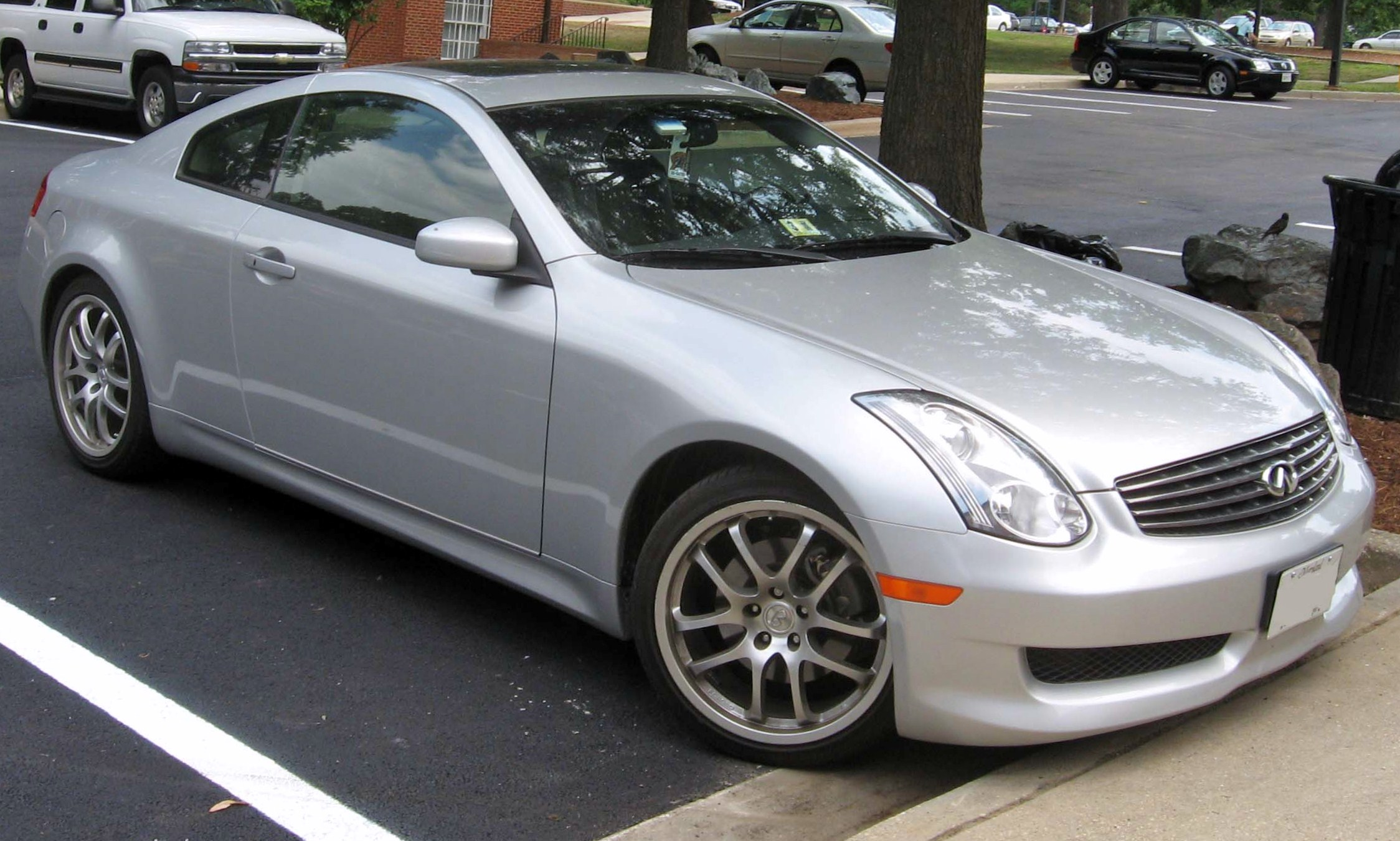
인피니티 G(쿠페 후기형) 후측면

## 4세대(V36/CV36)

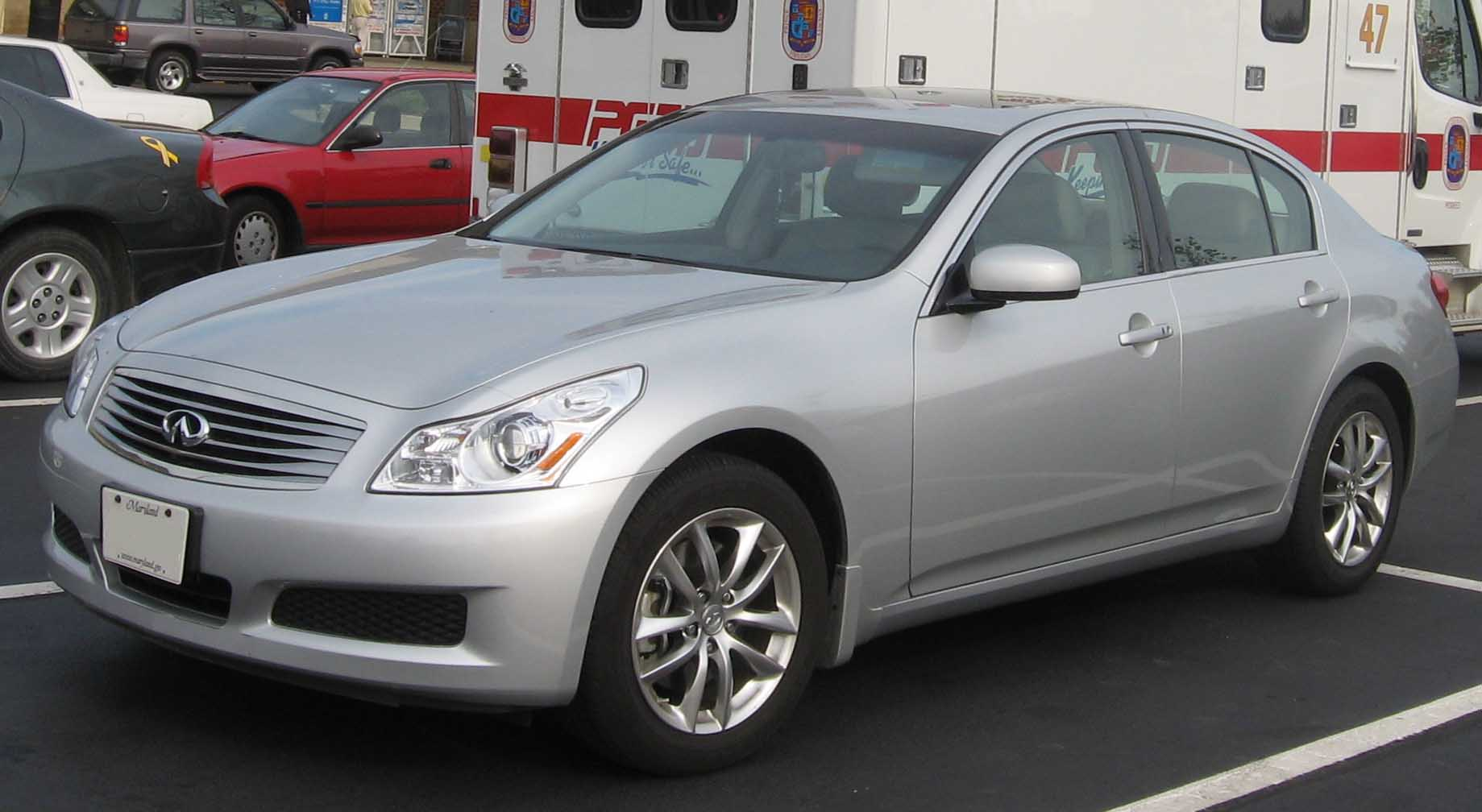
인피니티 G(세단 전기형) 정측면

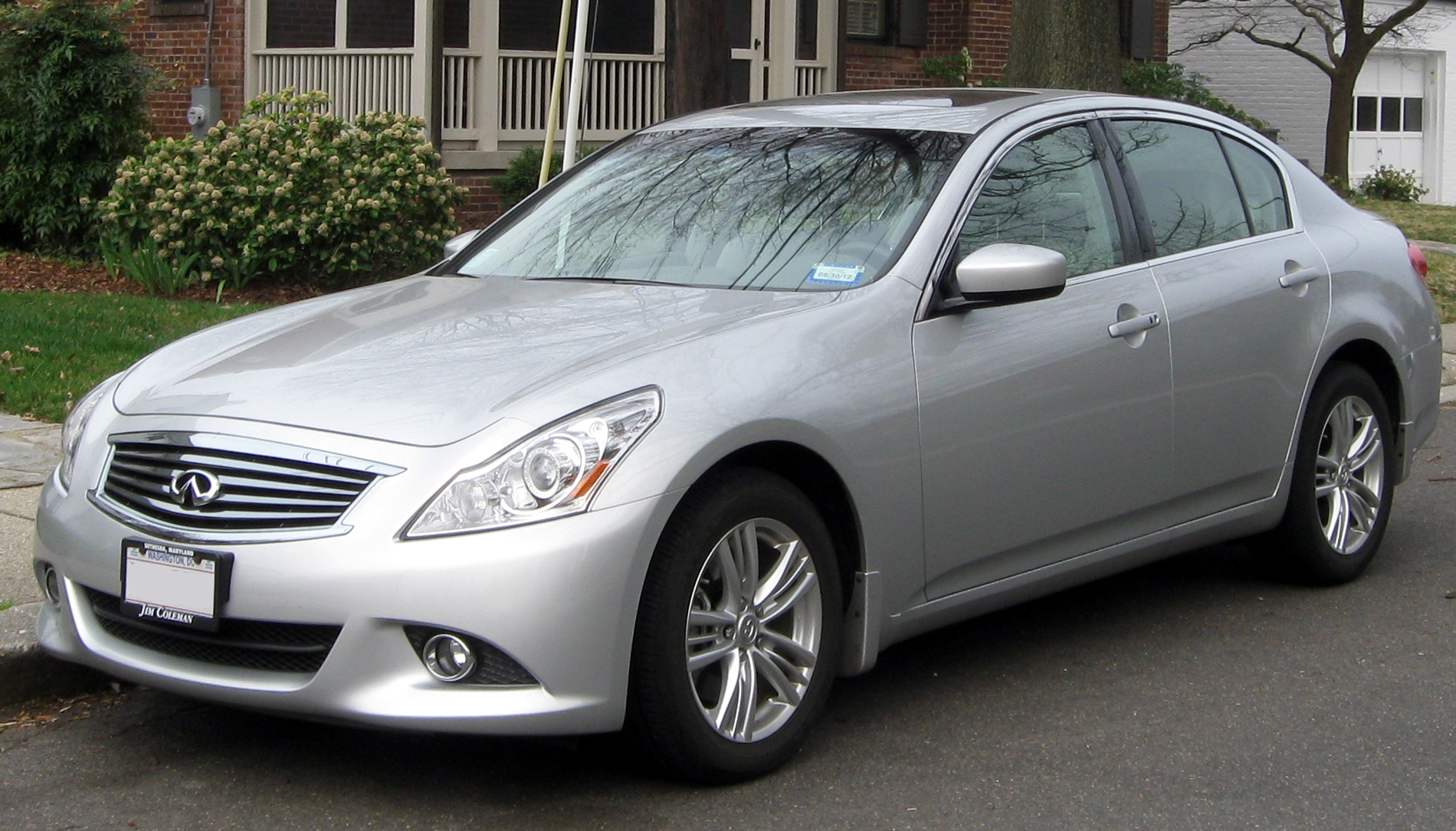
인피니티 G(세단 후기형) 후측면

2006년에 세단이, 2007년에 쿠페가 판매되기 시작하였다. 쿠페는 V6 3.7L VQ37VHR 가솔린 엔진이 장착되었다. 2008년부터 유럽에서도 인피니티가 런칭됨에 따라 유럽에서 판매가 시작되었다. 이에 앞서 제네바 모터쇼에 G37 세단이 출품되었는데, 7단 자동변속기가 조합된 것이다. 동시에 북아메리카에서도 7단 자동변속기를 조합한 G37 세단과 쿠페가 출시되었고, 쿠페에서는 4륜구동의 G37x도 추가되었다. 2009년에 3 분할 전동 개폐식 하드탑이 적용된 G37 컨버터블이 출시되었다. 2010년에 중국에서 V6 2.5L VQ25HR 가솔린 엔진이 장착된 G25 세단도 추가되었다. 후속 차종이자 인피니티의 새로운 작명법이 채택된 최초의 차종인 Q50가 출시되었지만, 여전히 병행 판매되었다. 이후에 쿠페와 컨버터블은 Q60로 차명이 변경되었고, 세단은 Q40로 개명되었다. 2015년에 단종되었다.

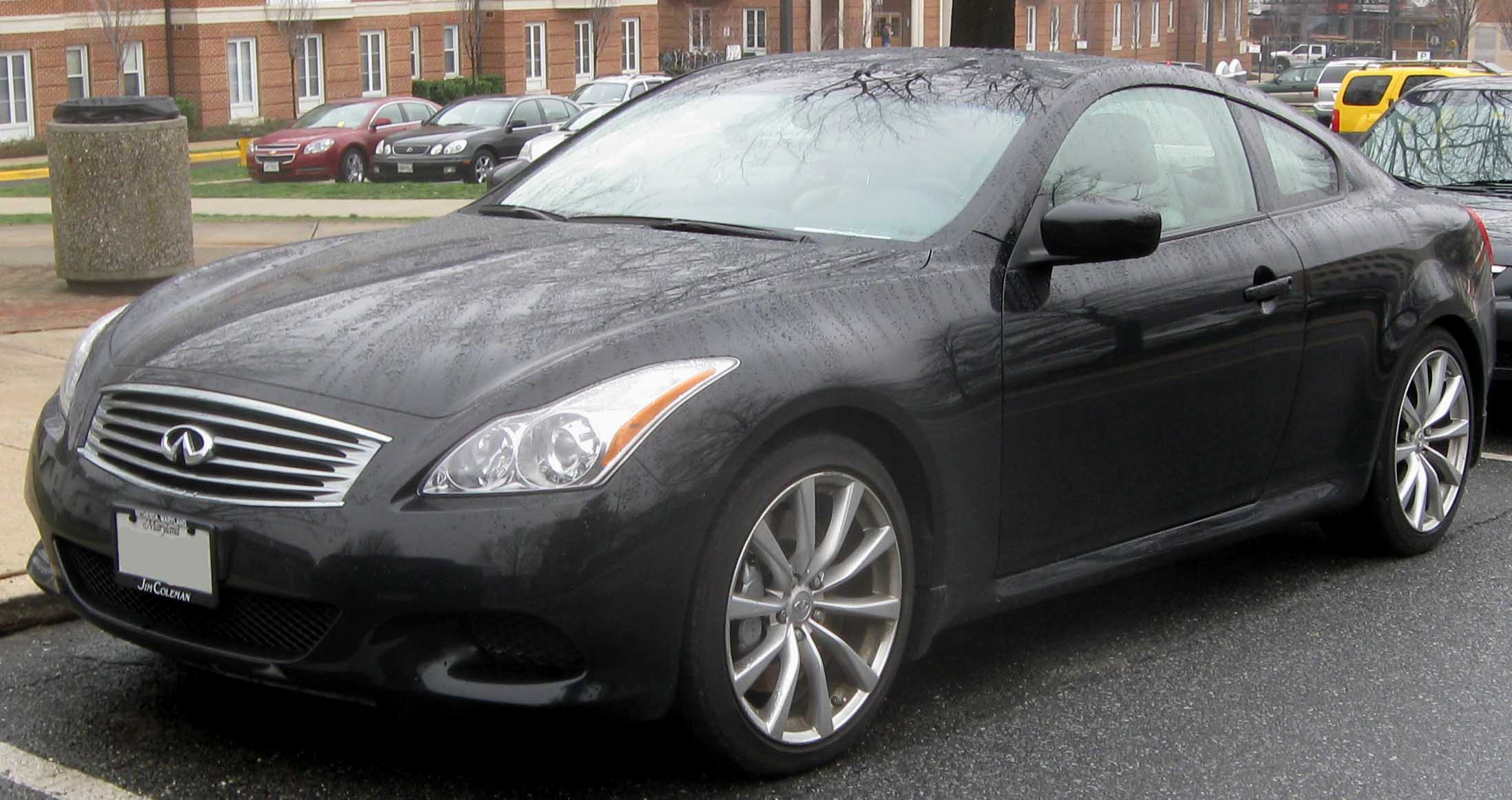
인피니티 G(쿠페 전기형) 정측면
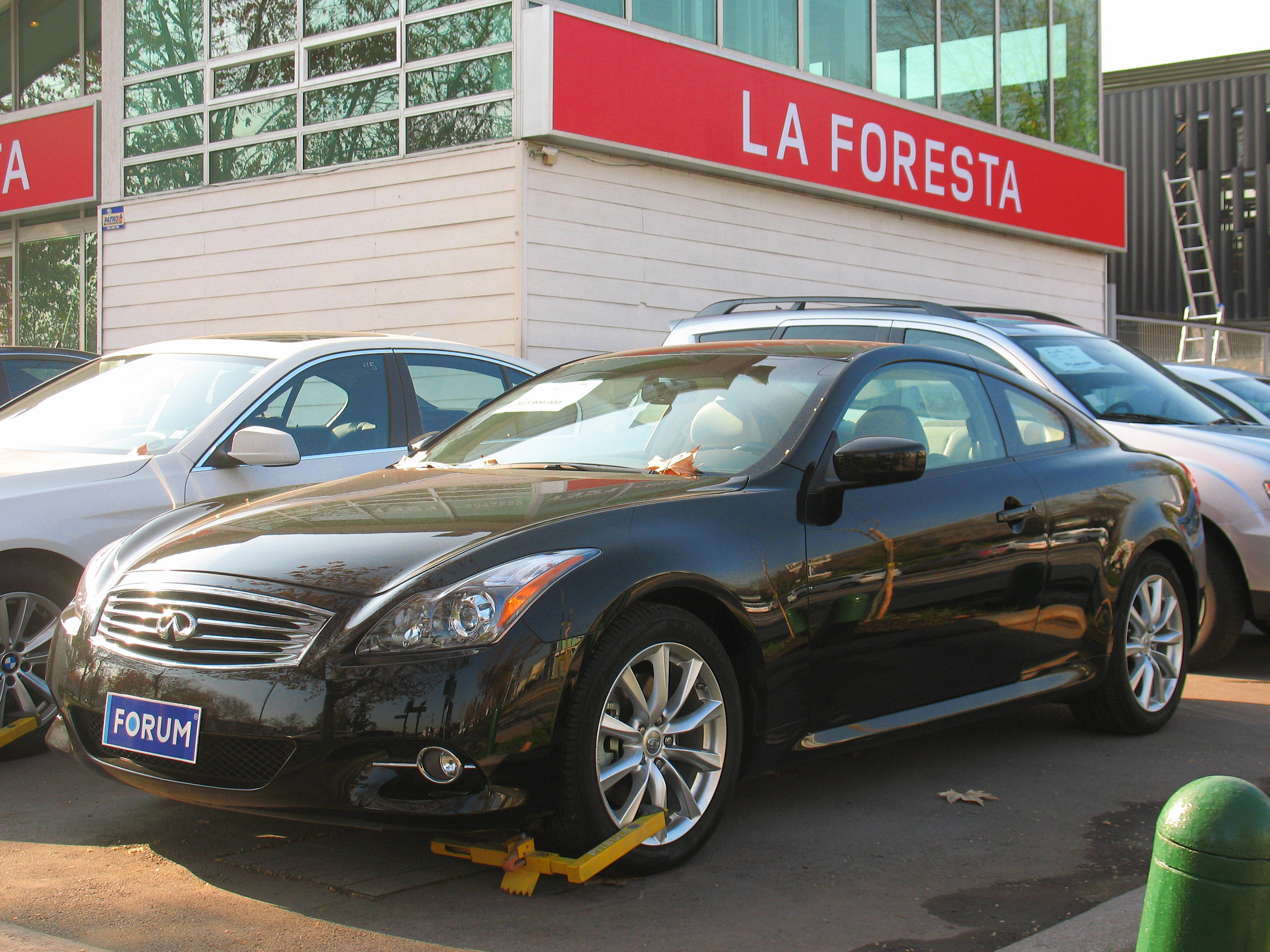
인피니티 G(쿠페 후기형) 후측면
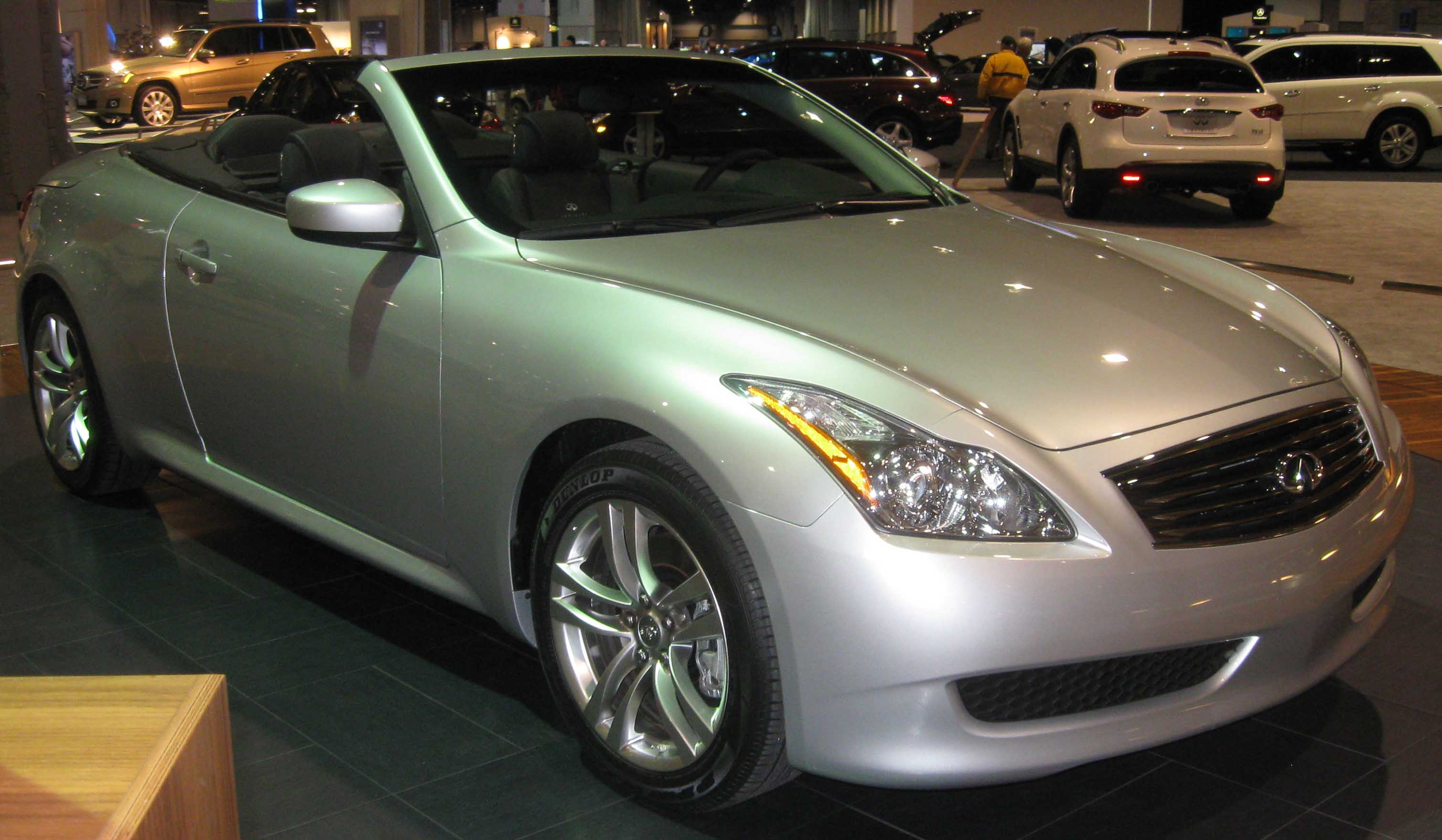
인피니티 G(컨버터블 전기형) 정측면
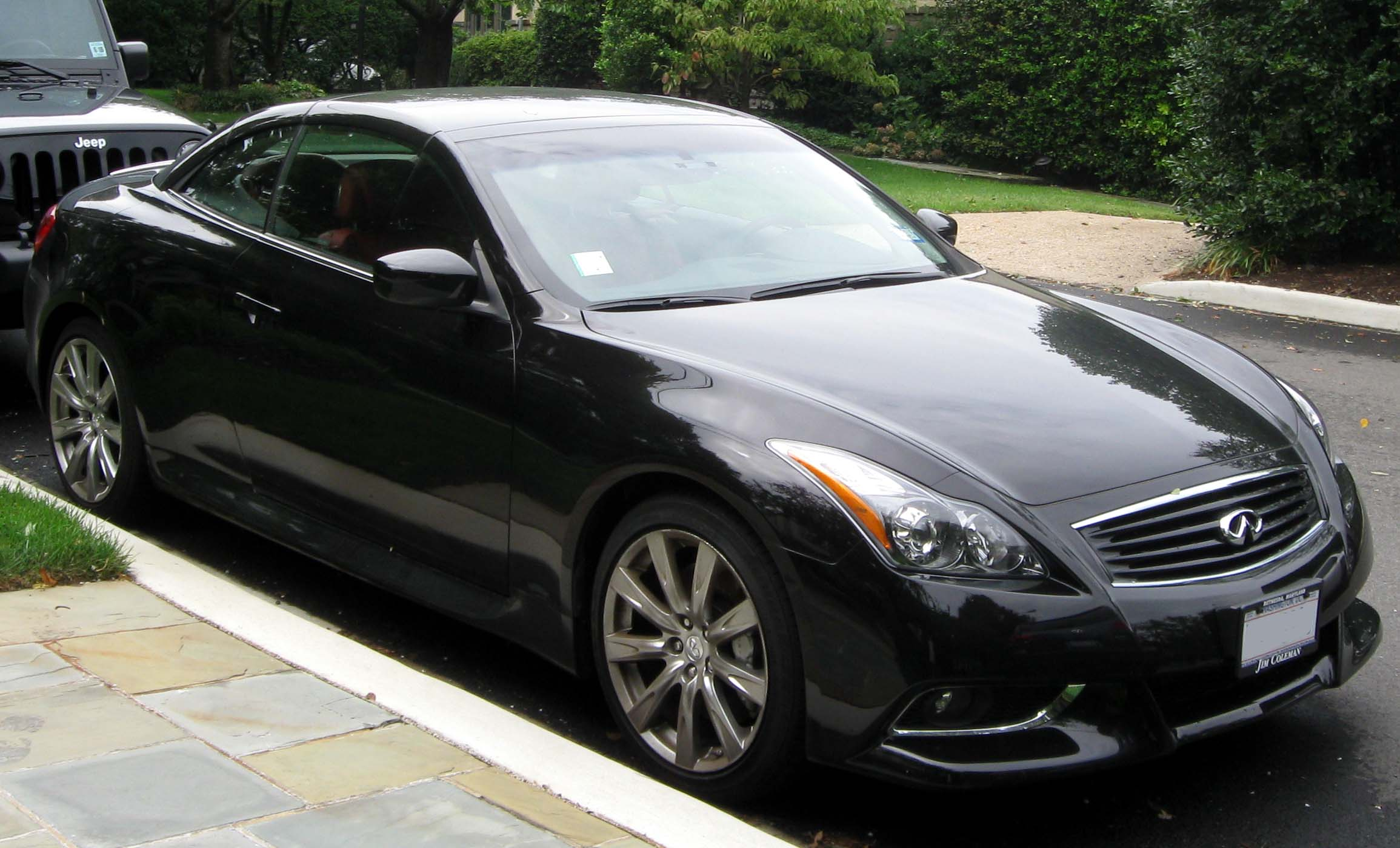
인피니티 G(컨버터블 후기형) 후측면